# Sątyrz Drugi
Sątyrz Drugi [ˈsɔntɨʂ ˈdruɡi] là một khu định cư ở khu hành chính của Gmina Chociwel, thuộc hạt Stargard, West Pomeranian Voivodeship, ở phía tây bắc Ba Lan. Nó nằm khoảng 8 kilômét (5 mi) phía đông bắc Chociwel, 33 km (21 mi) về phía đông bắc của Stargard và 58 km (36 mi) về phía đông của thủ đô khu vực Szczecin.
Trước năm 1945, khu vực này là một phần của Đức. Đối với lịch sử của khu vực, xem Lịch sử của Pomerania.